# Hyles perkinsi
Perkin's Sphinx (Hyles perkinsi) là một loài bướm đêm thuộc họ Sphingidae. Nó là loài đặc hữu của Oahu và Molokai.
Ấu trùng ăn Euphorbia, Kadua, Straussia kaduana and other Straussia species.